# Mestni park Murska Sobota
Park v Murski Soboti se razprostira na površini devetih hektarov in pol okoli nekdanjega gradu skoraj v centru mesta. Domačini park imenujejo tudi soboški, grajski, pa tudi veliki park (z razliko od malega parka, ki je okoli Spomenika zmage). Po številu drevnin se uvršča med bogatejše v Sloveniji, kakor tudi med starejše; najstarejša drevesa štejejo prek 200 let. V park je mogoče vstopiti skozi štiri vhode na vsakem od oglov parka, pa tudi skozi Trubarjev drevored, ki vodi od evangeličanske cerkve v Murski Soboti ob robu zelenice s Spomenikom zmage do glavnega grajskega vhoda. 

## Zgodovina parka in njegovih ureditev
O nastanku parka je malo znanega; verjetno je nastal že ob ali po postavitvi gradu; se pa je skozi čas njegova ureditev spreminjala. Velikost in ureditev parkov sta navadno odvisni od premožnosti in razgledanosti lastnikov. Zadnji lastniki gradu so bili madžarski grofje Szapáryji, ki so ga skupaj s posestvi in trgom Martjanci odkupili leta 1687. Soboški grofi so bili v 18. stoletju premožni, zato je park obsegal precej večjo površino kot danes. Stari zemljevid mesta priča, da je zajemal območje, kjer danes stojijo Spomenik zmage, občinska zgradba in upravna enota, severna stran ulice Štefana Kovača in južna stran Ciril-Metodove ulice. 
Strokovnjaki sklepajo, da je bil prvotni park oblikovan skladno z baročno arhitekturo soboškega gradu. Domnevo potrjuje ohranjena os vzhod-zahod, kar je bilo značilno za parke, ki so bili oblikovani v baročnem slogu. Na mestu današnje grajske terase se je začel parter z oblikovanimi gredicami. Severno od osi je bila velika pravokotna kotanja (75 x 22 x 1 m). Glede na njen položaj, obliko in velikost sklepajo, da bi tam lahko bil bazen ali zrcalni vodnjak ali pa je bila le zatravljena kotanja, občasno napolnjena z vodo. Zahodni del je namlajši in je bil urejen v angleškem slogu.

O starosti soboškega parka lahko še največ povedo drevesa. Ko se ob nevihti kdaj podre kakšno drevo, s pomočjo letnic ugotavljajo starost teh dreves. Nek podrt hrast je razkril, da je drevo vzklilo iz želoda leta 1792. Najmarkantnejši med starimi drevesi so hrasti. Nekateri so bili posajeni na višje vzpetinice, kar je po nekdanji maniri urejanja parkov prispevalo k bolj mogočnemu videzu. Verjetno so bila tu drevesa sajena višje tudi zaradi visoke podtalnice. Med starejša drevesa v parku štejemo še visoko lipo, posajeno severno od jezera in platano blizu severovzhodnega ogla gradu. 

Na prehodu iz 19. v 20. stoletje je bila okolica gradu urejena po tedanji modi – v angleškem slogu, ki v parkih ob tratnih, cvetličnih in vodnih površinah zaznamujejo predvsem večje gruče dreves. Tudi v soboškem so se gredice sezonskega cvetja v parterju pred gradom izmenjavale z različnimi eksotičnimi rastlinami, tudi palmami. Na fotografijah v ohranjenih dokumentih je vidna takratna ureditev tega dela parka. Teraso ali balkon za ogledovanje cvetličnega vrta ter severno fasado s kapelo je do višine oken v prvem nadstropju poraščala trirogljata vinika (vičijeva divja trta). Ob robu trat so bila zasajena drevesa in grmi, med njimi tudi skupina štirih platan (ta drevesa rastejo še danes), v sredini pa cvetlični vrt. Podrobnosti zasaditev ni mogoče prepoznati, dobro pa so vidni ameriška agava, posajena v okrasnem loncu, okrasni bananovci ter palme. Poleg banancev in palm so v tedanjih vrtovih radi zasajali še oranže in limone v velike lonce, ki so jih prezimovali v ogrevanih rastlinjakih ali oranžerijah. V Soboti je bila oranžerija v današnji gledališki dvorani.
Do razpada Avstro-ogrske monarhije je bil park zaprt za širšo javnost. Tudi v času lastništva grofov Szapáry. Zadnji lastnik László Szapáry je grad in pripadajoča zemljišča (park, Fazanarijo z drevesnico -‘cepičnjekom’ in gozdom Berek med rečico Ledavo in tedanjim Puconskim potokom) leta 1934 na dražbi prodal soboški občini, ki ga ima še danes v lasti. 
Občina je začela urejati park leta 1937. Del parka na južni strani (ob današnji Ulici Štefana Kovača in Kardoševi ulici) je prodala za gradbene parcele. Zgradili so vpadnico, ki povezuje evangeličansko cerkev in grad zasadili, ob kateri so zasadili drevored z laškimi topoli (jagnjedi). Ti zaradi neustrezne oskrbe niso dolgo zdržali, zato so jih leta 1965 nadomestili s stebrasti hrasti. V parku so posadili zanimive drevesne vrste, ki mu dvigujejo veljavo - tulipanasto magnolijo, kanadsko čugo, ameriški koprivovec, puhasto brezo in dvokrpi ginko. V zadnjih desetletjih so pogosto sadili tudi nekatera hitro rastoča drevesa v neporaščene trate; mnoga od njih so hitro ostarela in propadla. Privlačen del parka je predel z ribnikom, ki so ga člani stranke Zeleni Slovenije uredili na mestu nekdanje vodne kotanje in ga leta 1994 darovali mestu. V severozahodnem kotu parka, kjer so včasih stali konjski hlevi, ki so jih podrli na prehodu na prehodu med petdesetimi in šestedestimi leti preteklega stoletja, je danes lepo urejeno otroško igrišče. V mestnem parku je našlo zatočišče še radioamatersko društvo.

Zadnjo večjo prenovo je park doživel leta 2010 v okviru projekta 3 Parki (3 Park), v katerem sodelujejo mesta Murska Sobota, Gornja Radgona in madžarski Körmend in ob finačni podpori Evropske Unije preurejajo svoja okolja. Prenova soboškega parka je zajela obnovo poti, drevnin in urbane opreme. Posadili so 173 dreves in grmov ter 184 m2 pokrovnih rastlin. Dodali so še dva nova ambienta – učilnici na prostem s kamniti in lesenimi sedežnimi ploskvami za srečanja, počitek in ustvarjanje. Drevesa in drugo rastlinje so natančno popisali in označili z označevalnimi tablicami s strokovnimi imeni in navedbo območij najpogostejše rasti rastline naravi. Ob vhodih v park so postavili informacijske usmerjevalne table s tlorisom parka in legendo zanimivejših drevesnih vrst. Ob tej priložnosti so izdali brošuro s kratko zgodovino, v kateri najdemo tudi podroben seznam drevnin in trajnic, ki rastejo v parku in v predelu okrog Spomenika zmage ter stvarno kazalo za drevnine, ki so rasle v tem predelu v letu 2010. S pomočjo priloženega zemljevida in stvarnega kazala drevnin lahko določimo ime vsake drevnine, ki nas zanima.

## Rastline v grajskem parku
Po številu drevnin sodi soboški grajski park med bogatejše v Sloveniji. Natančen popis drevnin in trajnic v mestnem parku ter v predelu okrog Spomenika zmage, ki so pripravili ob prenovi parka leta 2010, našteje 260 različnih dreves, grmov in trajnic. Ogrodje parka sestavlja pet drevesnih vrst - hrast dob (Quercus robur), navadni gaber (Carpinus betulus), maklen ali klen (Acer campestre), divja češnja (Prunus avium) in robinija ali akacija (Robinia pseudoacacia).

Najstarejša drevesa v parku so hrasti; nekateri so stari več kot 200 let. Večino hrastov, posajenih v gručah, najdemo na južnem in jugovzodnem delu parka. Nekateri med njimi se kljub visoki starosti še vedno ponosno pnejo v nebo, medtem ko so drugi že izgubili bitko s časom in zajedalci. Poleg mogočnih hrastov in drugih nosilnih vrst dreves, naredijo park zanimiv za obiskovalce številne druge drevnine in rastline z barvitim cvetjem ali zanimivim videzom, ki so razporejene posamično v manjših ali večjih skupinah po vsem parku. Med te sodijo številne sorte različnih javorjev, po poreklu z vseh koncev sveta (Evrope, Japonske, Kitajske, Severne Amerike, Kavkaza in Irana), kostanjev, češminov, okrasnih kutin, bukev, magnolij, okrasnih jablan in češenj, rododendronov, lip, brinov, smrek, borov, tis in klekov. Ob naštetih vrstah dreves in grmov, ne gre zanemariti številnih trajnic. Posebej zanimive so drobne rastline v podrasti – marca cveti Tomasinijanev žafran (Crocus tomasinianus), proti koncu marca zacvetijo petelinčki (Corydalis cava in Corydalis solida) v rožnati, beli in rdeči barvi ter podlesne vetrnice (Anemone nemorosa). Proti koncu maja cvetita gozdni šaš (Carex sylvatica) in prosulja (Milium effusum).

Za tiste, ki jih drevesa in drugo rastje v parku zanimajo, so ob vstopu v park pripravili informativne table z zemljevidom in legendo dreves in grmov, ki si še posebej zaslužijo ogled. Med te sodijo virginijski nepozebnik (Hamamelis virginiana), cimetasto skorni javor (Acer rufinerve), tulipanasta magnolija (Magnolia x soulangiana ‘Alexandrina’), katsura (Cercidiphyllum japoniucum), nisa ali tupelo (Nysa sylvatica), lipa (Tilia plathyphillos ‘Obliqua’), črni oreh (Juglans nigra), tempeljski bor (Pinus bungeana), črna breza (Betula nigra), rogovilar (Gymnocladus dioicus), rdečelistan bukev (Fagus sylvatica), sivi oreh (Juglans cinerea), ameriški koprivovec (Celtis occidentalis), orientalska smreka (Picea orientalis), grmasti divju kostanj (Aesculus parviflora), kitajska glicinija (Wisteria sinensis), sršajevo listna bukev (Fagus sylvatica ‘Asplenifolia’). Tri drevesa so bila posajena v spomin na določen zgodovinski dogodek – v bližini spomenika prekmurski knjigi stoji malolistna lipa (Tilia cordata), imenovana tudi študentska lipa, pod katero so se pred 2. svetono vojno radi zbirali študenti. Cesarska lipa (Tilia xevropaea ‘Pallida’), posajena v predelu ob Spomeniku zmage, je bila posajena zvečer 26. junija 1991, ob razglasitvi samostojne in neodvisne Slovenije. V tem predliu najdemo tudi kavkaško smreko z rumenimi mladikami ‘Aureospica’ (Picea orientalis), ki je bila posajena 25. maja 1980 v spomin na preminulega jugoslovanskega predsednika Josipa Broza-Tita.

## Zelena pout
Skozi park vodi tudi Soboška zelena pout, krožna sprehajalna pot, ki povezuje center mesta z zelenimi površinami na mestnem obrobju. Sprehod ali kolesarski potep začnemo izpred Pokrajinske in študijske knjižnice Murska Sobota na Zvezni ulici, nadaljujemo prek mestnega parka do gozda Fazanerije s teniškim igriščem in nogometnim stadionom Fazanerija do razbremenilnega kanala rečice Ledava, do glavne cestne povezave med Markišavci in Mursko Soboto. V mesto se vrnemo po eni od številnih parkovnih poti mimo Evangeličanske cerkve in pivnice v hotelu Zvezda (nekdanji hotel Dobray). 

## Spomeniki, obeležja in drugi objekti v parku
V parku stoji tudi nekaj spomenikov in zgodovinskih obeležij. Največ jih je postavljenih vzdolž Trubarjevega drevoreda, glavni vpadnici v vrt s strani centra mesta in evangeličanske cerkve. Ime je dobil po doprsnem kipu prvega slovenskega pisatelja Primoža Trubarja. Kip, delo kiparja Draga Tršarja, je bil postavljen leta 2008 ob 500. letnici Trubarjevega rojstva. V neposredni bližini stoji spomenik učiteljem, ki so padli v 2. vojni. Na pobudo prekmurskih akademikov je bil leta 1940 postavljen spomenik prvim prekmurskim pisateljem, delo Ferija Novaka, postavljen ob 20. letnici priključitve Prekmurja k Sloveniji. V vzhodni grajski veži je domoljubom posvečena vzidana spominska plošča z napisom ‘Mučenim in obešenim v trajni spomin, 28. do 30. oktober 1941. V parku je razvrščeno tudi 19 kamnitih litopunktur kiparja Marka Pogačnika, ki naj bi pomagale razbremeniti šok, ki je doletel drevesa, ki so stoletja rasla v miru, sedaj pa so se znašla sredi hitro razvijajočega mesta.

## Vzdrževanje parka
Parki so živi organizmi, ki jih je treba redno vzdrževati in obnavljati. V soboškem parku je treba vzdrževati in negovati stara drevesa, sanirati v neurjih poškodovana drevesa, zasaditi nadomestna drevesa in poskrbeti za pomladek glavnih drevesnih vrst (hrasta-doba, gabra, maklena in češnje). Redno skrbovanje in revitalizacijo zahtevajo tudi nasadi trajnic in grmovnic. 
Občina je ob prenovi parka sprejela tudi načrt za urejanje parka, ki natačno predpisuje kako vzdrževati in varovati posamezne rastlinske združbe v parku in kako upravljati s posameznimi deli parka. Načrt poudarja čim bolj sonaravni in ekološki način upravljanja, vsaj v določenih delih parka. Tako zahodni in severni rob parka kosijo samo enkrat letno, potem ko semena podrastja dozorijo. Na ta način ohranjajo biotsko raznovrstnost rastja, pa tudi naravne habitate za mnoge male živali. V jeseni po nepotrebnem ne odvažajo odpadlega listja, saj z listjem varujejo, pa tudi pospešujejo rast dragocenih rastlinskih združb (npr. Tomasinijanevega žafrana, hostnih telohov, petelinčkov, itd.). Kljub posebni skrbi za ohranitev in vzrdrževanje parka, park ni varen pred vandalizmom. Že kmalu po prenovitvi so mnoge označevalne tablice rastlin uničili ali odstranili. Občina občasno pripravi akcijo osveščanja in preprečevanja vandalizma v mestnem parku ter drugod po občini pod naslovom »Park je darilo«.